# Hardwired (novela)
Hardwired es una novela de ciencia ficción de 1986 del escritor estadounidense Walter Jon Williams, perteneciente al subgénero ciberpunk. La novela estuvo nominada al premio Locus de 1987 y es parte de una serie de libros que conforman sus secuelas Voz del torbellino (1987) y Solip:System (1989).

## Argumento
Las Corporaciones Orbitales ganaron la Guerra de las Rocas y ahora controlan Estados Unidos. Cowboy, uno de los protagonistas, es un contrabandista que puede controlar un aerotanque blindado mediante una interfaz neuronal. La otra protagonista, Sarah, es una prostituta convertida en asesina mercenaria; ella y Cowboy terminan formando equipo para luchar contra los orbitales.
El expiloto de combate Cowboy, "conectado" a través de enchufes craneales directamente a su hardware electrónico letal, se une a Sarah, una pistolera de alquiler igualmente cibernética, para hacer una última puñalada por la independencia. Cowboy es contratado por un ruso llamado Arkady para transportar medicamentos a través de "La Línea", mientras que Sarah acepta un trabajo de seducción y asesinato para un agente orbital llamado Cunningham. Ambos se ven traicionados por sus empleadores y pronto se ven obligados a esconderse, lo que los une.
El romance florece entre los dos cuando Cowboy hace arreglos con un viejo colega llamado Reno para tratar de quitarles parte de su cargamento para darles dinero para gastar. Reno es asesinado rápidamente por los orbitales, lo que empeora su situación. Cowboy decide atacar a la corporación detrás de sus problemas, Temple Pharmaceuticals, mientras que Sarah decide hacer un segundo trato con ellos.
Sarah descubre que su hermano hospitalizado, Daud, ha sido seducido por un agente de los orbitales y les está dando información. Sarah intenta traicionar a Cowboy y su gente, pero cambia de opinión en el último minuto y apenas puede escapar con la ayuda de Reno, el contrabandista fallecido que sobrevive dentro de Internet como una IA. Reno está buscando la tecnología Black Mind que le permitirá sobrescribir la mente de una mente mejorada cibernéticamente para volver a vivir. Fue creado como un arma contra los orbitales pero nunca se desplegó.
Cowboy y Roon, un monstruoso ejecutivo de TP, infligen un daño enorme a las finanzas de la empresa a través de la manipulación de acciones, pero no pueden hacer lo suficiente para derrocar a su actual líder, Couceiro. Cowboy establece un último plan para derribar una nave espacial que transporta suministros médicos que restaurarán el valor de las acciones de TP. Daud revela su ubicación a los orbitales y la mayoría de la gente de Cowboy muere. Cowboy logra derribar el barco mientras Cunningham se suicida después de que matan a sus mercenarios. Sin embargo, Cowboy logra sobrevivir y Roon asume el cargo de director ejecutivo de TP con Couceiro "desterrado" a la Tierra.
Roon intenta chantajear a Sarah y Cowboy para que trabajen para él, pero luego es asesinado por Reno, quien sobrescribe su conciencia y lo reemplaza. Sarah y Cowboy se quedan sin enemigos y con un nuevo amigo muy poderoso.

## En otros medios
R. Talsorian Games, con la ayuda de Williams, publicó Hardwired: The Sourcebook para su juego de rol Cyberpunk, que amplió aún más muchos de los conceptos y el entorno mundial de la novela. Williams tuvo una relación previa con el creador Mike Pondsmith y R. Talsorian Games, probando el sistema de juego Cyberpunk original.